# ويليام ليون
ويليام ليون (بالإنجليزية: William Lyon)‏ هو مونتير أمريكي، ولد في 21 يناير 1903 في تكساس في الولايات المتحدة، وتوفي في 18 مارس 1974 في لوس أنجلوس في الولايات المتحدة.

## وصلات خارجية
- ويليام ليون على موقع IMDb (الإنجليزية)
- ويليام ليون على موقع ألو سيني (الفرنسية)
- ويليام ليون على موقع أول موفي (الإنجليزية)
- ويليام ليون على موقع قاعدة بيانات الأفلام السويدية (السويدية)
- ويليام ليون على موقع قاعدة بيانات الفيلم (الإنجليزية)
- ويليام ليون على موقع كينوبويسك (الروسية)